# آقابابافرامرزی (ورزقان)
آقابابافرامرزی یکی از روستاهای استان آذربایجان شرقی است که در دهستان سینا بخش مرکزی شهرستان ورزقان واقع شده‌است.